# Megas XLR
Megas XLR – amerykański serial animowany.

## Fabuła
W 3037 roku, ludzkość walczy ze złowrogą rasą kosmitów Glorft, których przywódcą jest Gorrath. Ostatnią deską ratunku dla Ziemi jest kradzież prototypowego mecha Glorft i jego modyfikacja do postaci potężnej maszyny wojennej nazywanej Megas (ang. Mechanized Earth Guard Attack System). Ludzie mają wysłać w czasie Megas i pilotkę Kivę Andru dwa lata w przeszłość do chwili ostatniej wielkiej bitwy ludzi przeciw Glofrt. Ludzkość przegrała tamtą bitwę, jednak członkowie ruchu oporu (szczególnie Kiva) sądzą, że Megas może przechylić szalę zwycięstwa na stronę ludzi i ostatecznie pokonać kosmitów.
Przed realizacją planu, atak Glorft wymusza wysłanie Megas w czasie, nie ukończywszy niezbędnych przygotowań. W wyniku ataku Megas został pozbawiony centrum sterowania („głowy”), moduł związany z podróżowaniem w czasie uległ uszkodzeniu i maszyna przypadkowo trafia na złomowisko w New Jersey do lat 30. XX wieku. Tkwi tam aż do chwili gdy Knup, jeden z głównych bohaterów, znajduje go w 2004 roku. Knup przerabia Megas na hot roda, przemalowując robota oraz instalując nową „głowę” zrobioną z muscle cara (nawiązującego do samochodów z lat 70., prawdopodobnie Plymouth Barracuda) oraz dodając człon XLR (eXtra Large Robot) do nazwy.
Podczas gdy Knup prezentuje robota swojemu przyjacielowi Jamiemu, Kiva przenosi się w czasie do XXI wieku celem odzyskania Megasa i, dowiadując się o dokonanych przez Knupa przeróbkach dzięki którym tylko on może sterować robotem, niechętnie zgadza się na trenowanie go w pilotażu. Jednakże Gorrath również przeniósł się w czasie, zmuszając Kivę, Knupa i Jamiego do stworzenia drużyny obrońców Ziemi przed siłami Gorratha oraz innymi zagrożeniami.

## Odcinki
- Powstało 26 odcinków tego serialu, w tym 1 dwuczęściowy.
- W Polsce po raz pierwszy serial pojawił się na kanale Cartoon Network, w bloku Toonami:
  - I seria (odcinki 1-13) – 5 lutego 2005 roku,
  - II seria (odcinki 14-26) – 11 czerwca 2005 roku.
- Odcinek „Niania Knup” po raz pierwszy wyemitowany był 20 stycznia 2006 roku, a odcinek „Uwolnieni” – 20 grudnia 2007 roku.
- 2 lipca 2006 roku serial zakończył swoją emisję.
- Serial powrócił do Cartoon Network na okres świąteczny, w ramach maratonu Świąteczni Bohaterowie – od 17 grudnia 2007 do 4 stycznia 2008.

### Spis odcinków
| Premiera odcinka | Nr | Polski tytuł                   | Angielski tytuł                      |
| ---------------- | -- | ------------------------------ | ------------------------------------ |
|                  |    |                                |                                      |
| SERIA PIERWSZA   |    |                                |                                      |
|                  |    |                                |                                      |
| 05.02.2005       | 01 | Jazda próbna                   | Test Drive                           |
|                  |    |                                |                                      |
| 20.03.2005       | 02 | Kosmiczny ring                 | Battle Royale                        |
|                  |    |                                |                                      |
| 12.02.2005       | 03 | A wszystko przez jeden koktajl | All I Wanted Was A Slushie           |
|                  |    |                                |                                      |
| 13.02.2005       | 04 | Tłuści i wściekli              | The Fat and The Furious              |
|                  |    |                                |                                      |
| 19.02.2005       | 05 | Pluskwy w systemie             | Buggin The System                    |
|                  |    |                                |                                      |
| 20.02.2005       | 06 | Telewizja na pożarcie          | TV Dinner                            |
|                  |    |                                |                                      |
| 20.12.2007       | 07 | Uwolnieni                      | Breakout                             |
|                  |    |                                |                                      |
| 26.02.2005       | 08 | Stary, gdzie moja głowa?       | Dude, Where’s My Head?               |
|                  |    |                                |                                      |
| 27.02.2005       | 09 | Ten zły                        | Bad Guy                              |
|                  |    |                                |                                      |
| 05.03.2005       | 10 | Kosmiczny śmietnik             | Junk In The Trunk                    |
|                  |    |                                |                                      |
| 06.03.2005       | 11 | Egzamin na prawo jazdy         | DMV: Department Of Megas Violations  |
|                  |    |                                |                                      |
| 12.03.2005       | 12 | Zamach stanu                   | Coop D’Etat                          |
|                  |    |                                |                                      |
| 13.03.2005       | 13 | Fotel kierowcy                 | The Driver’s Seat                    |
|                  |    |                                |                                      |
| SERIA DRUGA      |    |                                |                                      |
|                  |    |                                |                                      |
| 11.06.2005       | 14 | Kosmiczne dziewczyny           | Ultra Chicks                         |
|                  |    |                                |                                      |
| 12.06.2005       | 15 | Wielki powrót                  | The Return                           |
|                  |    |                                |                                      |
| 20.01.2006       | 16 | Niania Knup                    | Don’t Tell Mom The Babysitter’s Coop |
|                  |    |                                |                                      |
| 18.06.2005       | 17 | Viva Las Megas                 | Viva Las Megas                       |
|                  |    |                                |                                      |
| 19.06.2005       | 18 | Święto Dziękczynienia          | Thanksgiving Throwdown               |
|                  |    |                                |                                      |
| 25.06.2005       | 19 | Załoga S prosi o pomoc         | S-Force S.O.S.                       |
|                  |    |                                |                                      |
| 26.06.2005       | 20 | Kosmiczny łup                  | Space Booty                          |
|                  |    |                                |                                      |
| 02.07.2005       | 21 | Dopaść Rudą                    | Terminate Her                        |
|                  |    |                                |                                      |
| 14.08.2005       | 22 | Lodowy Megas                   | Ice Ice Megas                        |
|                  |    |                                |                                      |
| 09.07.2005       | 23 | Sztuczna inteligencja          | A Clockwork Megas                    |
|                  |    |                                |                                      |
| 10.07.2005       | 24 | Uniwersalny pilot              | Universal Remote                     |
|                  |    |                                |                                      |
| 03.07.2005       | 25 | Lustrzane odbicie              | Rearview Mirror, Mirror              |
| 17.07.2005       | 26 | Lustrzane odbicie              | Rearview Mirror, Mirror              |
|                  |    |                                |                                      |

## Odcinki w komiksach
Seria pierwsza (Cartoon Network Magazyn)
1. Czas Mix